# Esteio
Esteio est une ville brésilienne de la mésorégion métropolitaine de Porto Alegre, capitale de l'État du Rio Grande do Sul, faisant partie de la microrégion de Porto Alegre et située à 17 km au nord de Porto Alegre. Elle se situe à une latitude de 29° 51′ 42″ sud et à une longitude de 51° 10′ 46″ ouest, à 29 m d'altitude. Sa population était estimée à 78 816 en 2007, pour une superficie de 28 km2. L'accès s'y fait par les BR-116 et RS-118.
L'origine d'Esteio est liée à la création, en 1873, de la voie de chemin de fer entre Porto Alegre et São Leopoldo. Le propre mot portugais esteio signifie en français "étai", appareillage qui était nécessaire à la mise en place des rails et dont un dépôt se trouvait dans le lieu. La mise en place de cet outil de communication permit l'installation sur le territoire de la future commune des familles d'ouvriers qui travaillaient sur le chantier. Aujourd'hui la ligne est celle du train urbain desservant une partie de la Région métropolitaine de Porto Alegre, le Transurb.
La municipalité est d'essence essentiellement urbaine. Son économie est industrielle et commerciale.
Du côté de l'industrie se remarquent la métallurgie, la fabrication de vêtements, la production de papier, de pinceaux, de plastiques, de ciment, d'huiles végétales et de protéines végétales. De celui du commerce, négoces de meubles, d'appareils électriques et électroniques et de vêtements, entre autres choses. Chaque année est organisée une exposition internationale d'animaux, de machines et produits agro-pastoraux (Expointer).

## Villes voisines
- Nova Santa Rita
- Sapucaia do Sul
- Gravataí
- Cachoeirinha
- Canoas